# Huawei P9
Huawei P9 е смартфон от висок клас, произведен от Huawei. Издаден е през април 2016 г. Наследник е на Huawei P8 и поддържа почти същият дизайн, но сега има двойна камера и сензор за пръстов отпечатък. Операционната система е Android 6.0 Marshmallow.

## Полемика
Някои медии споменават, че това е копие на iPhone 6.